# 生死格鬥 (遊戲)
《死或生》是由特库摩于1996年推出的格斗游戏，也是Team Ninja旗下的死或生系列的首作。游戏于1996年首先在街机平台推出，随后于1997年在日本发售了世嘉土星版，并于1998年在全球范围内发售了PlayStation版。
《死或生》的推出得益于世嘉旗下的VR战士系列在当年掀起的热潮。游戏在借鉴VR战士系列玩法的基础上，融入了许多独创的元素。《死或生》以其独特的战斗系统和精美的画面表现赢得了广泛赞誉。与当时主流的3D格斗游戏相比，本作以其大胆挑逗的视觉呈现，成功吸引了玩家的兴趣。
《死或生》不仅帮助特库摩摆脱了财务困境，更推动了整个系列的蓬勃发展。特库摩随后陆续推出了多部续作和众多衍生作品。其中，2004年在Xbox平台上发行的《死或生 终极版》收录了本作的强化版。系列的首部续作《生死格鬥2》则于1999年问世。

## 游戏玩法
《死或生》的游戏玩法借鉴了VR战士系列，但做出了一些关键的改变，使得其与VR战士的玩法有所不同。
《死或生》最鲜明的特色是其战斗速度和反制系统。游戏将速度感放在首位，玩家需要通过简单的指令和快速的反应来取得胜利，而不是复杂的连招。与当时其他格斗游戏不同的是，《死或生》用“反击”（hold）按键代替了“防御”按键。如果对手此时正在攻击，输入反击会让角色抓住对手的肢体。该反制系统是格斗游戏史上首创的“指令对应”系统，通过精确的指令输入，玩家可以实现对不同攻击类型的精准反制。反击分为进攻反击和防御反击；防御反击可以通过按住方向键上的后或前并输入反击来执行，借此击退对手或反击造成伤害。
格斗场地的外围区域为“危险区域”，区域内设置了爆炸物，会对任何触发爆炸的角色造成大量伤害。爆炸物还可以将受影响的角色抛向空中，对手可以趁机执行空中连招。然而，角色可以通过翻滚防御来避免这种情况。

## 角色
- 霞
- 蒂娜
- 麗鳳
- 李強
- 扎克
- 玄風
- 海曼
- 雷道

PlayStation版和街机版《生死格鬥++》新增了两位角色：
- 綾音
- 巴斯

## 剧情
在巨型企业DOATEC（全称为Dead or Alive Tournament Executive Committee，Dead or Alive大赛执行委员会）举办的“Dead or Alive世界格斗大赛”中，来自世界各地的格斗高手为争夺冠军头衔和巨额奖金而展开激烈的角逐。叛逃女忍者霞，为了向打残哥哥疾风的叔叔雷道报仇，也参加了DOA大赛。
霞的哥哥疾风原本将继承其父紫电之位，成为雾幻天神流第18代首领。疾风惨遭雷道重伤后，紫电心中有苦难言，对袭击的细节始终闭口不提，只是命令女儿霞代替疾风成为霧幻天神流下一任首领。然而，霞为了追查真凶离开了村庄。确认叔叔雷道就是袭击哥哥的凶手后，霞一路追踪，来到DOA大赛，决心参赛将他击败。
霞最终成功复仇，将雷道击杀。然而，她私自离村的举动触犯了忍者界的铁律，因此被雾幻天神流追杀，沦为亡命之徒。

## 反响
| 汇总媒体     | 得分                       |
| ------------ | -------------------------- |
| GameRankings | 82%（世嘉土星） 84%（PS1） |
| Metacritic   | 84/100（PS1）              |

| 媒体                 | 得分                              |
| -------------------- | --------------------------------- |
| AllGame              | （街机） · （世嘉土星） · （PS1） |
| 电脑与电子游戏       | （世嘉土星） · （PS1）            |
| 电子游戏月刊         | 7.625/40（PS1）                   |
| Game Informer        | 7.75/10（PS1）                    |
| GameFan              | 280/300（世嘉土星）               |
| GameSpot             | 6.8/10（世嘉土星） 7.3/10（PS1）  |
| IGN                  | 8.5/10（PS1）                     |
| 次世代               | （街机、世嘉土星）                |
| Fami通               | 31/40（PS1） 33/40（世嘉土星）    |
| Sega Saturn Magazine | 94%（世嘉土星）                   |